# Johann Christoph Friedrich Bach

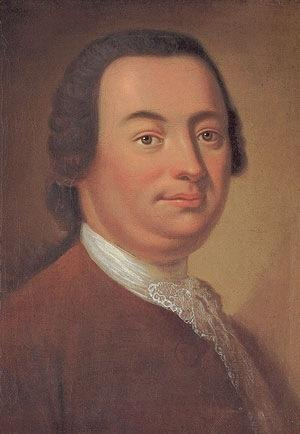
Johann Christoph Friedrich Bach.

Johann Christoph Friedrich Bach (Leipzig, Alemania, 21 de junio de 1732 - Bückeburg, Alemania, 26 de enero de 1795), músico alemán, hijo de Johann Sebastian Bach.

## Biografía
Bach era el tercero de los cuatro hijos músicos de Johann Sebastian Bach. Estudió música y composición con su padre en Leipzig. A la muerte de este en 1750, fue nombrado "Cammer Musicus" del Conde de Schaumburg-Lippe en Bückeburg y pasó el resto de su vida al servicio de los condes Federico Guillermo Ernesto (hasta 1777) y Felipe II Ernesto (desde 1777 hasta 1787) y finalmente de la regente Guillermina. El conde Guillermo sólo amaba la música italiana y su capilla estaba dirigida por italianos: el compositor Giovanni Battista Sereni y el violinista Angelo Colonna. Después de su partida en 1756 y sobre todo a la vuelta del conde de la Guerra de los Siete Años (1763), Johann Christoph Friedrich, que era concertino desde 1759, pudo incluir en sus programas obras alemanas (de Stamitz, Haydn, Gluck). El escritor Johann Gottfried Herder vive en Bückeburg de 1771 a 1776 y escribe para él los libretos de sus oratorios y cantatas. 
En 1778 viajó a Londres para visitar a su hermano Johann Christian. En 1793 fue contratado en Bückeburg el compositor Franz Christoph Neubauer (1760-1795), cuya competencia le estimuló. Con su hijo Wilhelm Friedrich Ernst (1750-1845), también músico, se extinguió la descendencia masculina de Johann Sebastian Bach.
Es el más clasicista y equilibrado de los hijos del gran Johann Sebastian Bach.
Entre sus obras destacan su oratorio La infancia de Jesús, la cantata Casandra, los cánticos espirituales, el Concerto grosso en mi bemol y las veinte sinfonías.

## Obras
Compuso veinte sinfonías en dos grupos distintos, separados por una veintena de años: las diez primeras hacia 1765-1772, después de Serini y Colonna, y la vuelta del conde Guillermo de la guerra de los Siete Años; las diez últimas entre 1772 y 1794, sin duda para afirmarse ante Neubauer. Doce de ellas  - de la 7 a la 9 y de la 11 a la 19 - desaparecieron durante la Segunda Guerra Mundial, y de otra, la número 5, sólo poseemos la reducción al piano. Quedan siete sinfonías. De las perdidas, se conocen los incipit y por tanto las tonalidades, así como la instrumentación y el número de movimientos. Las diez primeras, todas ellas en tres movimientos (vivo-lento-vivo), están situadas en cierto modo a medio camino entre las de Carl Philipp Emanuel Bach y Johann Christian Bach. Las diez últimas constan todas ellas de cuatro movimientos (vivo-lento-minueto-vivo), con una introducción lenta en ocho de los casos (números 12 a 16 y 18 a 20), y están muy próximas a Haydn y Mozart. También compuso obras para piano, cantatas, oratorios, música de cámara y música dramática.